# Twierdzenia Legendre’a (geometria absolutna)
Twierdzenia Legendre’a – kilka twierdzeń geometrii absolutnej udowodnionych przez Legendre’a „przy okazji” jego wieloletnich nieskutecznych prób udowodnienia aksjomatu Euklidesa w oparciu o pozostałe aksjomaty geometrii euklidesowej.

## Twierdzenia
1. Jeśli suma kątów każdego trójkąta jest równa kątowi półpełnemu, to jest spełniony aksjomat Euklidesa.
2. W każdym trójkącie suma kątów jest nie większa od kąta półpełnego.
3. Jeśli suma kątów choć jednego trójkąta jest równa kątowi półpełnemu, to suma kątów każdego trójkąta jest równa kątowi półpełnemu, czyli jest spełniony aksjomat Euklidesa.
4. Jeśli istnieje taki kąt ostry, że prostopadła wystawiona w każdym punkcie jednego z ramion przecina drugie ramię, to jest spełniony aksjomat Euklidesa.
5. Jeśli prawdziwa jest hipoteza kąta ostrego dla pewnego czworokąta Saccheriego, to jest ona prawdziwa dla każdego czworokąta Saccheriego.

### Dowód twierdzenia 1

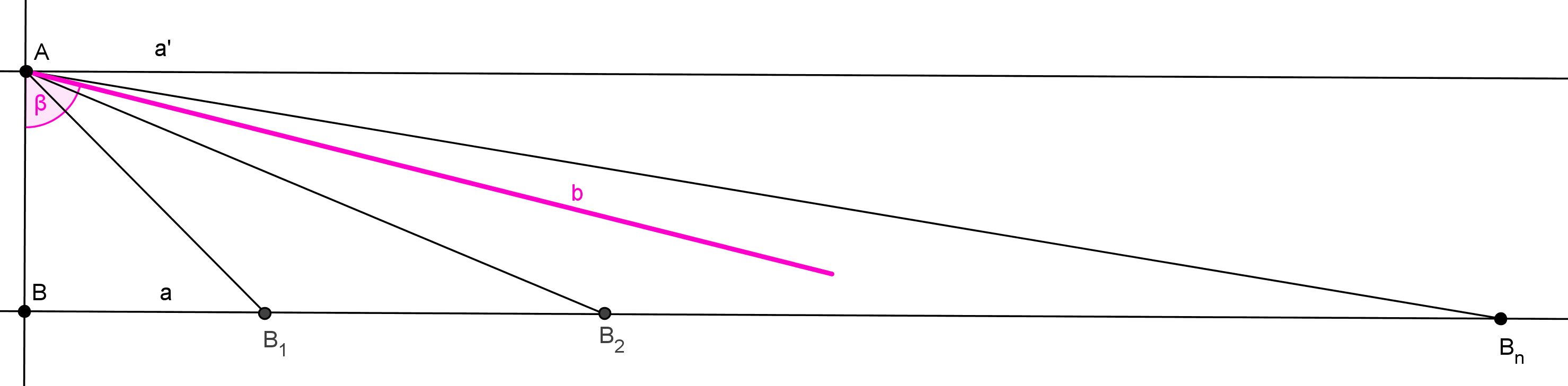
Ilustracja do pierwszego twierdzenia Legendre’a

Niech {\displaystyle a} będzie pewną prostą, a punkt {\displaystyle A} pewnym punktem leżącym poza tą prostą. Niech {\displaystyle AB} będzie prostopadłą opuszczoną z punktu {\displaystyle A} na prostą {\displaystyle a} (tzn. {\displaystyle B} leży na prostej {\displaystyle a}). Prosta {\displaystyle a'} prostopadła do {\displaystyle AB} w punkcie {\displaystyle A} nie przecina prostej {\displaystyle a} w punkcie {\displaystyle C,} bo powstały trójkąt {\displaystyle ABC,} na podstawie twierdzenia o kącie zewnętrznym, miałby kąt zewnętrzny przy wierzchołku {\displaystyle A} większy od kąta wewnętrznego przy wierzchołku {\displaystyle B,} co jest sprzeczne z tym, że oba te kąty są proste. Niech promień {\displaystyle b} o wierzchołku leży wewnątrz kąta między {\displaystyle AB} i {\displaystyle a'.} Tworzy on wtedy z {\displaystyle AB} kąt ostry {\displaystyle \beta .}
Niech {\displaystyle (B_{n})} będzie ciągiem punktów prostej {\displaystyle a} leżących po tej samej stronie prostej {\displaystyle AB,} co promień {\displaystyle b} określonym następująco (rysunek):
1. {\displaystyle |AB|=|BB_{1}|}
2. {\displaystyle |BB_{n}|=|AB_{n-1}|}

Wtedy trójkąty {\displaystyle AB_{n-1}B_{n}} są równoramienne oraz kąt {\displaystyle AB_{n-2}B_{n-1}} jest kątem zewnętrznym trójkąta {\displaystyle AB_{n-1}B_{n}.} Wynika stąd, że
1. kąt {\displaystyle BAB_{1}} jest równy {\displaystyle {\frac {\pi }{4}},}
2. kąt {\displaystyle BAB_{n}} jest równy {\displaystyle {\frac {\pi }{2}}-{\frac {\pi }{2^{n}}}.}

Istnieje taka najmniejsza liczba naturalna {\displaystyle N,} że dla każdego {\displaystyle n} nie mniejszego od {\displaystyle N}
{\displaystyle {\frac {\pi }{2}}-{\frac {\pi }{2^{n}}}>\beta .}
Stąd wynika, że promień {\displaystyle b} leży między promieniem {\displaystyle AB_{n-1}} i {\displaystyle AB_{n}.} Z aksjomatu Pascha wynika wtedy, że promień {\displaystyle b} przecina bok {\displaystyle B_{n-1}B_{n}} trójkąta {\displaystyle AB_{n-1}B_{n},} czyli prostą {\displaystyle a.} Zatem przy założeniu twierdzenia, każda prosta przechodząca przez {\displaystyle A} różna od {\displaystyle a'} przecina prostą {\displaystyle a.} Stąd wynika, że przez punkt poza prostą można poprowadzić dokładnie jedną prostą jej nieprzecinającą, co jest jedną z wersji aksjomatu Euklidesa.